# كيوسافورتي
شيوسافورتي (بالإيطالية: Chiusaforte)‏ بلدية في مقاطعة أوديني الإيطالية في منطقة فريولي فينيتسيا جوليا. تقع على بعد حوالي 90 كيلومترا شمال غربي مدينة تريستا و نحو 40 كيلومترا إلى الشمال من أوديني على الحدود مع سلوفينيا. بلغ تعداد سكانها في 31 ديسمبر/ كانون الأول 2004 م 792 نسمة و مساحتها 100.6 كم².

## السكان
في سنة 1871 بلغ عدد السكان 3٬022 نسمة، وتطور العدد ليصل في سنة 2011 لـ 703 نسمة.
يظهر هذا المخطط البياني تطور النمو السكاني لـ كيوسافورتي